# Hello World

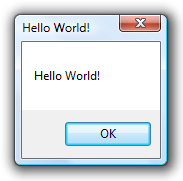
Hello World 於Windows Vista中的執行結果

“Hello, World!”程序通常指一类输出或顯示「Hello, World!」（你好，世界！）字串的電腦程式。在大多数通用编程语言中，这样的程序只有一小段代码，因此可以用来展示该编程语言的基本语法。“Hello, World!”往往是初学者学习某种编程语言所接触的第一个程序内容，同時它也是用來確認源代码編譯器、程序開發或运行环境是否已經安裝妥當并被操作者理解的常用手段。

## 歷史

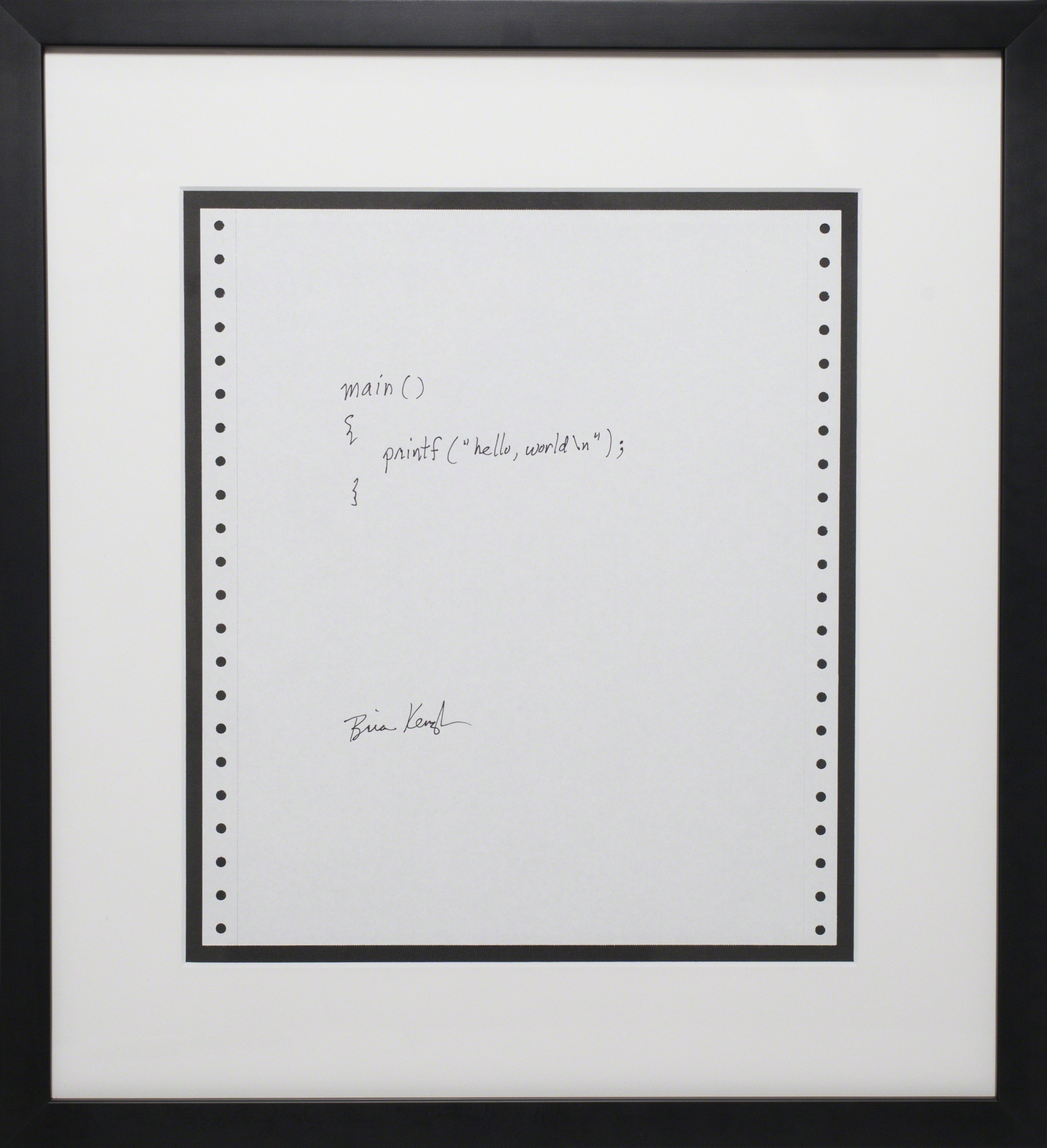
由 布萊恩·柯林漢 撰寫的「Hello, world」程序 (1978年)

1972年，在貝爾實驗室成員布萊恩·柯林漢撰寫的內部技術文件《A Tutorial Introduction to the Language B》中首次提到了Hello World這一字串。當時，他使用B語言撰寫了一个用于演示外部变量的示例程序：
```
main
(
 
)
 
{

    
extern
 
a
,
 
b
,
 
c
;

    
putchar
(
a
);
 
putchar
(
b
);
 
putchar
(
c
);
 
putchar
(
'
!*
n
'
);

}

 

a
 
'
hell
'
;

b
 
'
o
,
 
w
'
;

c
 
'
orld
'
;

```

这个程序将在终端打印出“hello, world”，然后附上一个换行符。之所以这一短语被拆分成多个变量记录，是因為B語言中的每個字符常量只能容纳四個ASCII字符。
1974年，时值C语言取代B语言，在貝爾實驗室的又一内部备忘录《Programming in C: A Tutorial》中，柯林漢用C语言再次编写了一个Hello World程序作为教学示例。这一程序在他和丹尼斯·里奇于1978年出版的《C程序设计语言》中得到继承：
```
main
(
 
)
 
{

        
printf
(
"hello, world
\n
"
);

}

```

在上例中，main( )函数定义了程序开始执行的位置。其主体由一条语句组成，即对printf函数的调用，意思是“打印格式化”（print formatted）。这个函数将使程序输出以参数传递给它的任何内容，在本例中是字符串hello, world。
自此，Hello World成為了電腦程序員學習新的程式語言的傳統。但是，也有些人認為 Hello World的字串早於1966年的BCPL語言出現的時候已經出現。雖然相關的字詞確實在發明者記錄的文件出現，但是可以肯定的是，Hello World在當時確實没有流行。因此，人們公認為布萊恩·柯林漢是令该字串走進公眾目光的人。

## 衍生影響

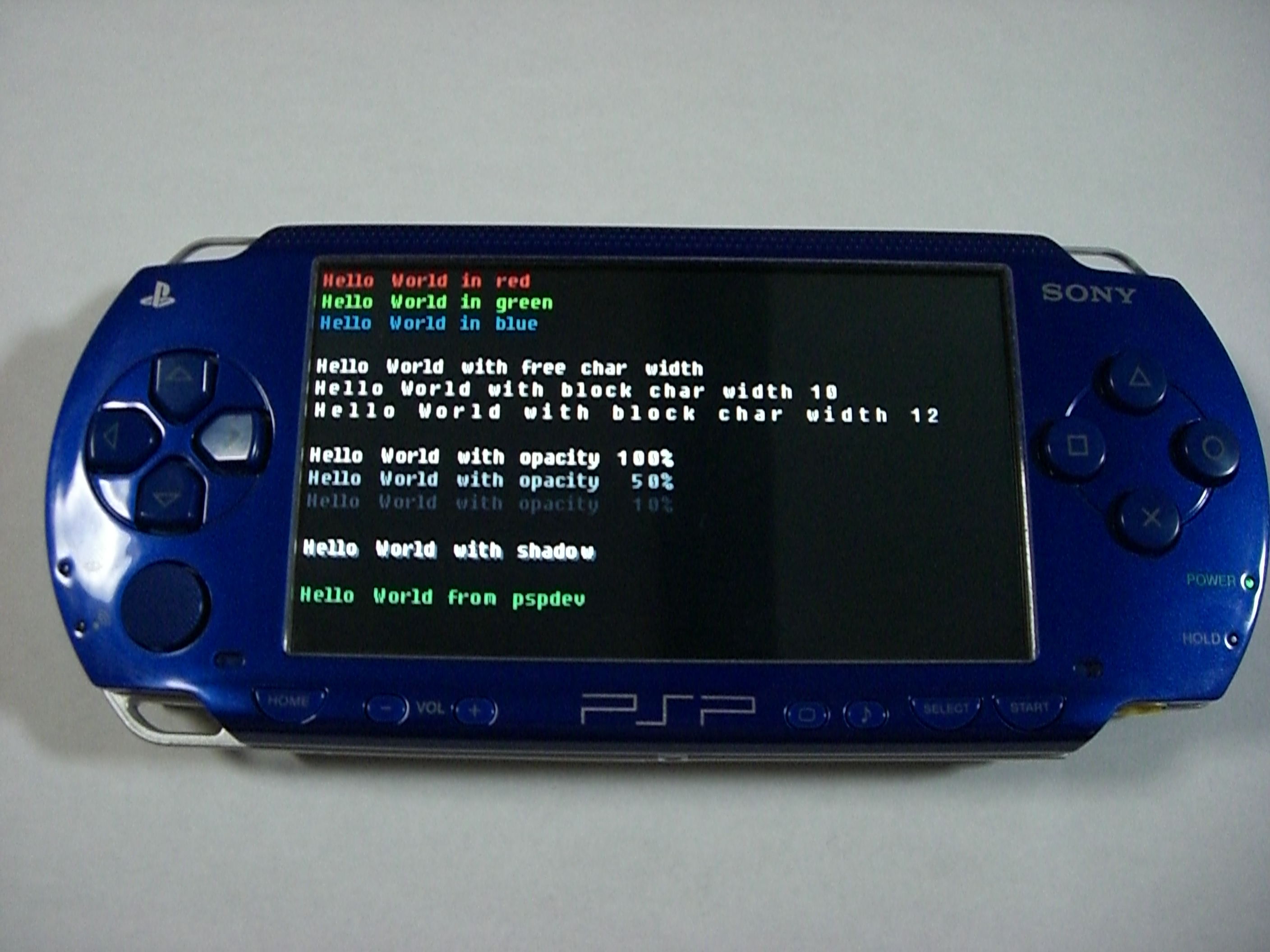
Sony 的 PSP 掌机执行 Hello World 代码。

### 對電腦文化的影響
Debian以及系统的進階包裝工具當中包含了「hello, world」安裝工具。用戶只需要於終端（Linux 系統的Terminal）輸入「apt-get install hello」便能夠安裝此工具及其相關部件。雖然看似沒用，但卻可作為測試工具使用。同時，這亦能夠向新用戶展示安裝工具的方法。對開發者來說，這個工具展現了建立.deb安裝工具的方法。這個工具，連同GNU Hello便成為了撰寫GNU程式的教學軟件。

### 對其他電子產品的影響
雖然Hello World在單晶片微電腦、现场可编程逻辑门阵列及複雜可程式邏輯裝置中不能展現出來，一盞細小的微型LED燈會代替Hello World的作用，以表示安裝成功、相關程式功能已實現。

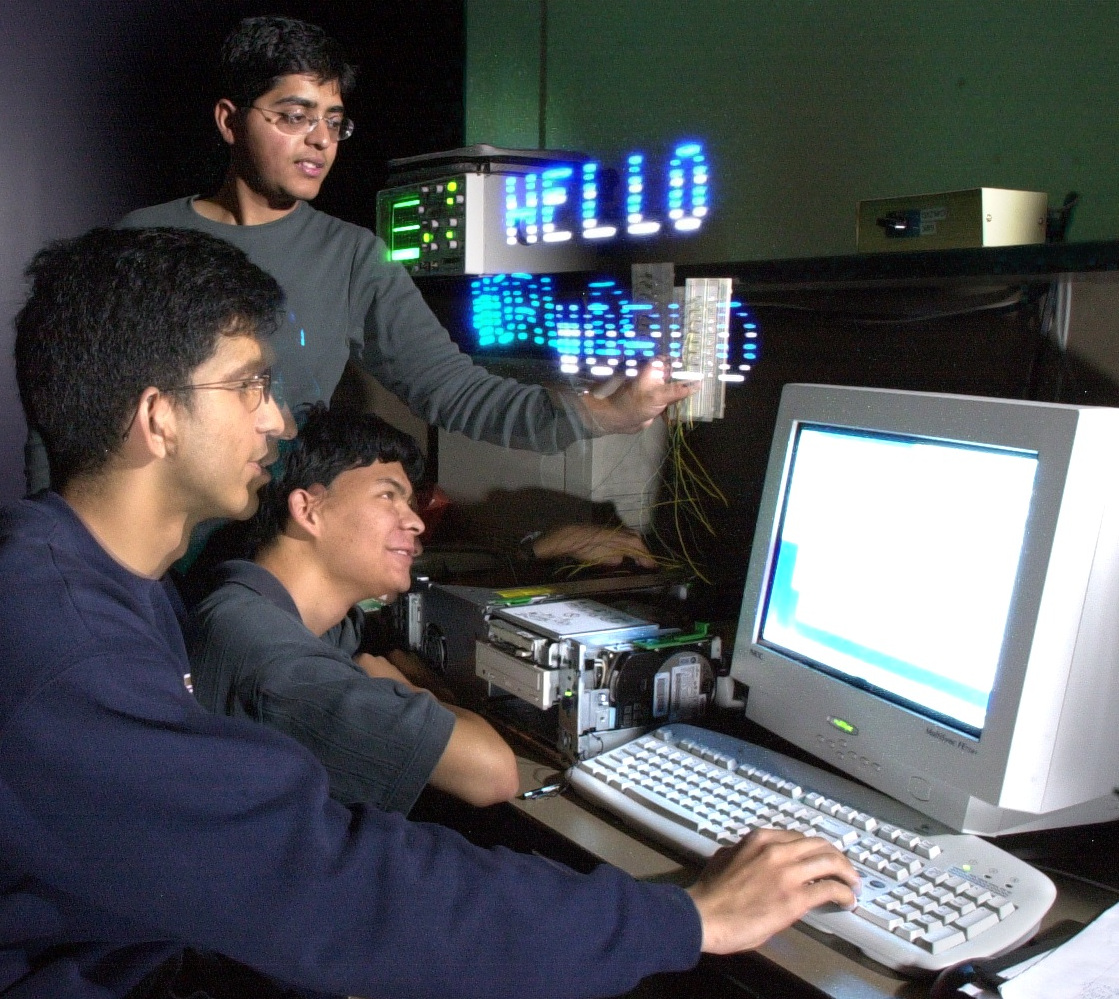
以「Hello, World!」測試LED光影系統是否正常運作。

### 對流行文化的影響
Hello World已經成為流行文化的一部分，例如以Hello World命名首個運用純人工智慧完成的專輯。
虛擬YouTuber公司hololive production在Hololive Alternative企劃預告PV末使用"//Hello,Δlternative World"來致敬此文化。同時，亦有若干公司以Hello World命名，例如位於澳洲的Helloworld旅遊公司、Hello World Consulting等。

### 单片机中的“Hello World！”
对于学习单片机的学习者而言，他们会使用操作IO口的方式作为Hello World的代替，用以展示嵌入式编程的基本方法和单片机的基本操作逻辑，代表自己编写了这个单片机的第一个程序。
例如：
8051系列单片机：P0^0 = 1;
STM32单片机：HAL_GPIO_WritePin(GPIOA,GPIO_PIN_0,GPIO_PIN_SET) ;

## 到Hello World的时间
“到Hello World的时间”（英語：Time to hello world，TTHW）是指用给定的编程语言编写一个“Hello, World!”程序所需的时间，这是衡量一个编程语言易用性的标准之一。由于“Hello, World!”程序主要的介绍对象是不熟悉该语言的人，“Hello, World!”程序越复杂可能表明该编程语言越不容易掌握。这个概念现已不限于编程语言，在API层面同样适用，用来衡量一个新开发者使一个基本示例运作的难易程度。时间越短，说明开发者能够越轻松地使用该API。

## 外部鏈接
- Hello world全集（页面存档备份，存于） （英文）
- Google Maps上的helloworld地圖。（页面存档备份，存于）